# Dornecy
Dornecy és un municipi francès, situat al departament del Nièvre i a la regió de Borgonya - Franc Comtat. L'any 2007 tenia 553 habitants.

## Demografia

### Població
El 2007 la població de fet de Dornecy era de 553 persones. Hi havia 240 famílies, de les quals 80 eren unipersonals (36 homes vivint sols i 44 dones vivint soles), 88 parelles sense fills, 60 parelles amb fills i 12 famílies monoparentals amb fills.
La població ha evolucionat segons el següent gràfic:
Habitants censats

### Habitatges
El 2007 hi havia 384 habitatges, 257 eren l'habitatge principal de la família, 79 eren segones residències i 47 estaven desocupats. 381 eren cases i 2 eren apartaments. Dels 257 habitatges principals, 205 estaven ocupats pels seus propietaris, 43 estaven llogats i ocupats pels llogaters i 9 estaven cedits a títol gratuït; 4 tenien una cambra, 18 en tenien dues, 66 en tenien tres, 73 en tenien quatre i 96 en tenien cinc o més. 163 habitatges disposaven pel capbaix d'una plaça de pàrquing. A 118 habitatges hi havia un automòbil i a 94 n'hi havia dos o més.

### Piràmide de població
La piràmide de població per edats i sexe el 2009 era:
| Homes | Edats   | Dones |
| ----- | ------- | ----- |
| 0     | 95 o +  | 16    |
| 8     | 90 a 94 | 28    |
| 4     | 85 a 89 | 48    |
| 28    | 80 a 84 | 36    |
| 36    | 75 a 79 | 52    |
| 64    | 70 a 74 | 72    |
| 56    | 65 a 69 | 80    |
| 36    | 60 a 64 | 56    |
| 44    | 55 a 59 | 48    |
| 60    | 50 a 54 | 40    |
| 40    | 45 a 49 | 32    |
| 68    | 40 a 44 | 40    |
| 40    | 35 a 39 | 60    |
| 60    | 30 a 34 | 68    |
| 44    | 25 a 29 | 36    |
| 24    | 20 a 24 | 24    |
| 24    | 15 a 19 | 28    |
| 52    | 10 a 14 | 44    |
| 24    | 5 a 9   | 68    |
| 28    | 0 a 4   | 44    |

## Economia
El 2007 la població en edat de treballar era de 337 persones, 221 eren actives i 116 eren inactives. De les 221 persones actives 210 estaven ocupades (116 homes i 94 dones) i 11 estaven aturades (6 homes i 5 dones). De les 116 persones inactives 46 estaven jubilades, 21 estaven estudiant i 49 estaven classificades com a «altres inactius».

### Ingressos
El 2009 a Dornecy hi havia 260 unitats fiscals que integraven 551,5 persones, la mediana anual d'ingressos fiscals per persona era de 15.978 €.

### Activitats econòmiques
Dels 26 establiments que hi havia el 2007, 1 era d'una empresa alimentària, 1 d'una empresa de fabricació de material elèctric, 2 d'empreses de fabricació d'elements pel transport, 5 d'empreses de construcció, 4 d'empreses de comerç i reparació d'automòbils, 1 d'una empresa de transport, 4 d'empreses d'hostatgeria i restauració, 2 d'empreses immobiliàries, 1 d'una empresa de serveis, 1 d'una entitat de l'administració pública i 4 d'empreses classificades com a «altres activitats de serveis».
Dels 11 establiments de servei als particulars que hi havia el 2009, 1 era un taller de reparació d'automòbils i de material agrícola, 1 paleta, 3 guixaires pintors, 1 lampisteria, 2 perruqueries i 3 restaurants.
Dels 2 establiments comercials que hi havia el 2009, 1 era una botiga de més de 120 m² i 1 una botiga de menys de 120 m².
L'any 2000 a Dornecy hi havia 5 explotacions agrícoles.

## Equipaments sanitaris i escolars
El 2009 hi havia una escola elemental integrada dins d'un grup escolar amb les comunes properes formant una escola dispersa.

## Poblacions més properes
El següent diagrama mostra les poblacions més properes.